# Phyle arcuosaria
Phyle arcuosaria là một loài bướm đêm trong họ Geometridae.